# Nissan Atlas

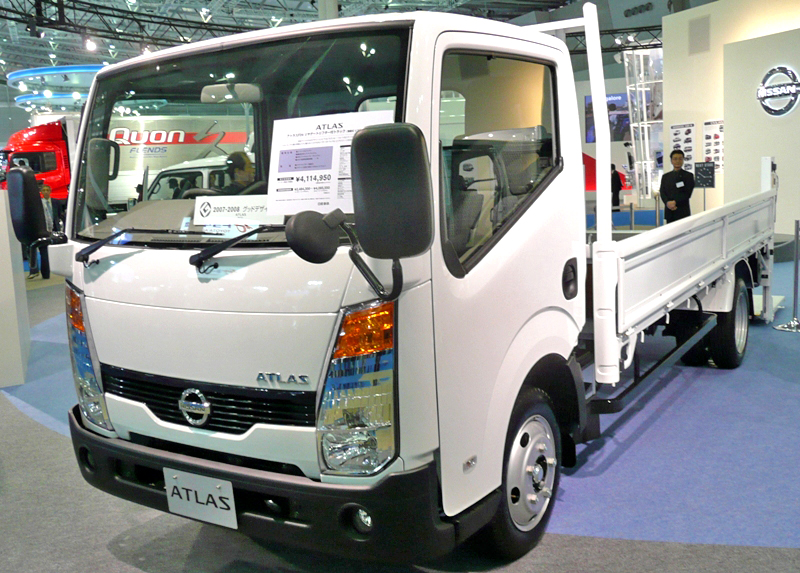

El Nissan Atlas (en japonés: 日 産 ・ ア ト ラ ス) es una serie de camionetas y vehículos comerciales ligeros fabricados por Nissan. Está construido por UD Trucks para el mercado japonés, y por Renault-Nissan Alliance para el mercado europeo. Los vehículos de gama más livianos, con un peso de 1 a 1.5 toneladas, reemplazaron al anterior Cabstar y Homer (F20), mientras que los más pesados Caball y Clipper (C340) fueron reemplazados por el Atlas de rango de 2 a 4 toneladas. La placa de identificación Atlas se introdujo por primera vez en diciembre de 1981, disponible en las ubicaciones "Tienda Nissan Bluebird".
El Atlas también se conoce como Nissan Cabstar, Renault Maxity, Samsung SV110 / Yamuzin y Ashok Leyland Partner HYUNDAI H1
dependiendo de la ubicación. La gama se ha vendido en todo el mundo

## F22/H40

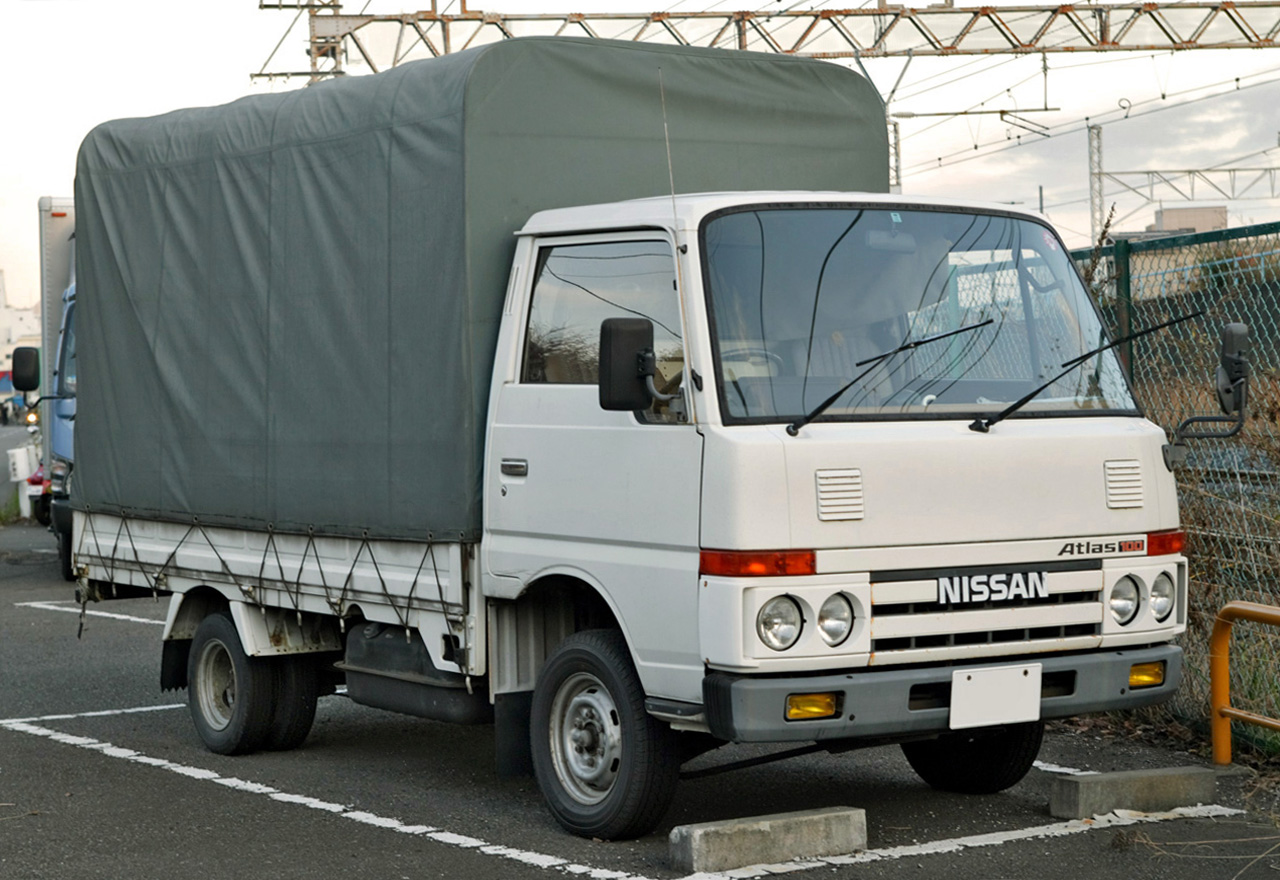

La fabricación de la gama más pesada (serie H40) comenzó en diciembre de 1981, mientras que la serie más ligera Atlas (F22) se introdujo en febrero de 1982. El Atlas de primera generación estaba disponible con una amplia gama de motores de gasolina y diésel: el Z16 y el Z20 (así como el Z20D propulsado por GLP) eran unidades de gasolina, mientras que los diésel incluían el TD23, TD27, ED33, FD35 y el turbodiesel FD35T.
El Atlas F22 se vendió en Europa como Nissan Cabstar y demostró ser un camión popular en el mercado del Reino Unido debido a su confiabilidad y capacidad para soportar peso. El F22 Cabstar estaba disponible en el mercado británico con el motor de gasolina OHC de 1952 cc Z20S. En Taiwán, el F22 siguió vendiéndose como el "Yue Loong Homer". También se utilizó como camión de recreo (conversiones de autocaravanas). Resultó ser una competencia seria para los anticuados Bedford CF y Ford Transit, que eran sus principales competidores. La popularidad de los camiones en el mercado africano hizo que la gran mayoría de los primeros modelos F22 del Reino Unido restantes se exportaran a África.
Australia fue otro mercado importante para el Atlas, donde reemplazó al anterior Nissan Caball que se vendió allí de 1970 a 1981. Más tarde se comercializó como Nissan Cabstar (1984-1992). Fue construido en Australia utilizando muchos componentes locales.

## F23/H41

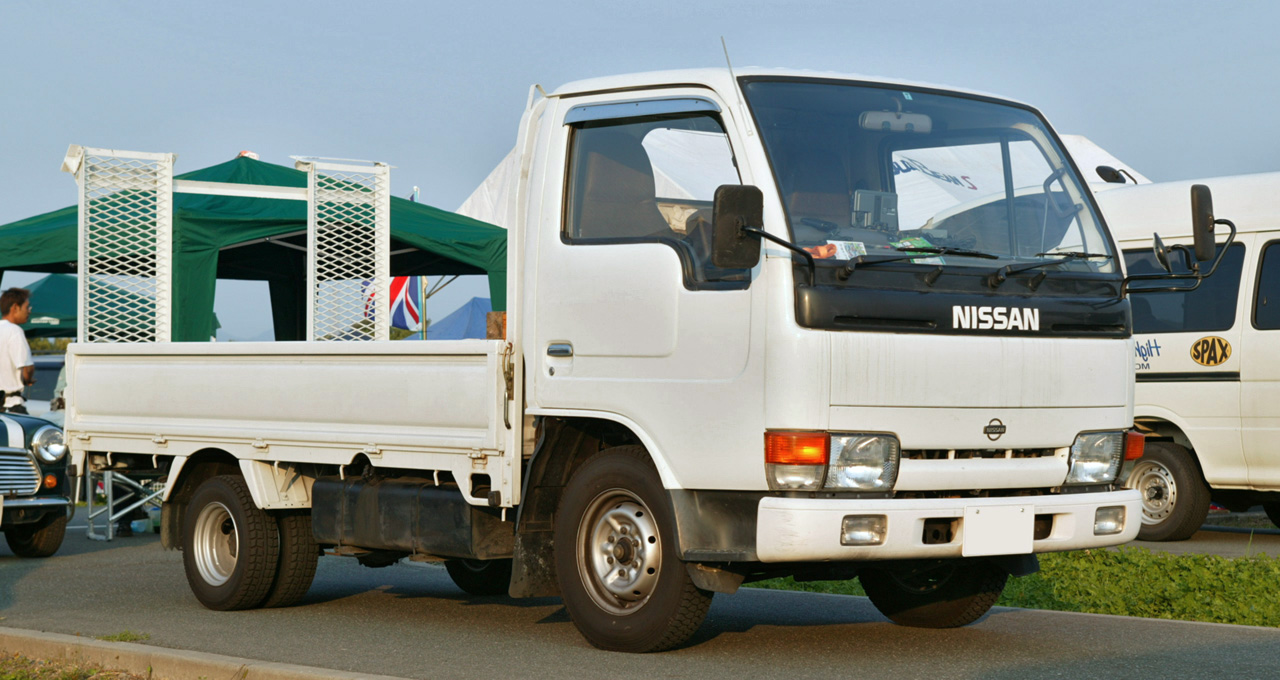

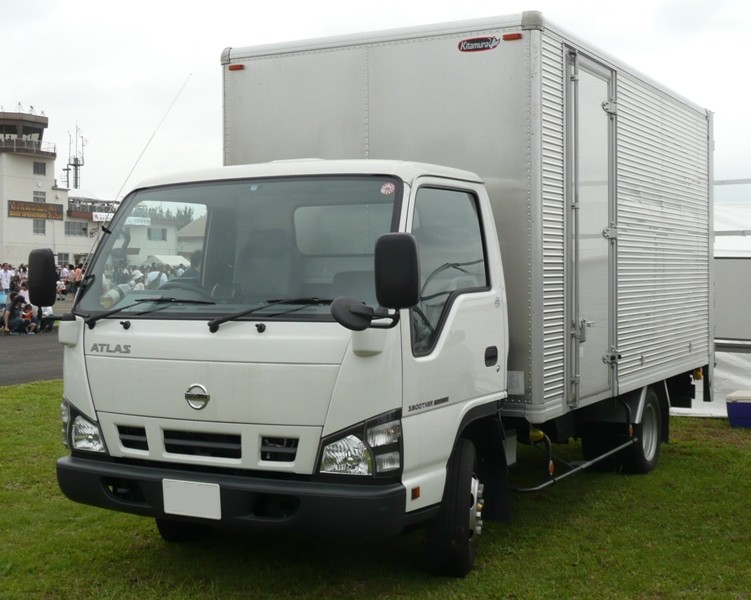

El F23 se lanzó en 1992 con el H41 de servicio pesado lanzado en 1991. El H42 siguió en 1995. El UD 1400 era similar al Atlas F23 con un turbo diesel de 4.7 L de 175 hp, y estuvo disponible hasta 2010. El Atlas F23 se vende como las series UD 35 y UD 40 y cuenta con un motor turbodiésel de 6 cilindros y 4,2 L que produce 87 kW. En Corea del Sur, la versión construida localmente se lanzó en 1998 como Samsung SV110. Más tarde cambió su nombre a Yamuzin (Hangul: 야무진). Los conductores de camiones de Corea del Sur, sin embargo, esperan poder sobrecargar sus vehículos, lo que el Atlas no pudo manejar muy bien. A diferencia del Hyundai Porter y Kia Bongo, el espacio de carga del Yamuzin no puede soportar la sobrecarga. En 2000, los vehículos comerciales de Samsung descontinuaron su línea debido a la quiebra.

## H42
El H42 (o UD20 / 30/35) fue un camión Isuzu Elf rebadget vendido desde 1995 hasta 2007.

## F24/H43

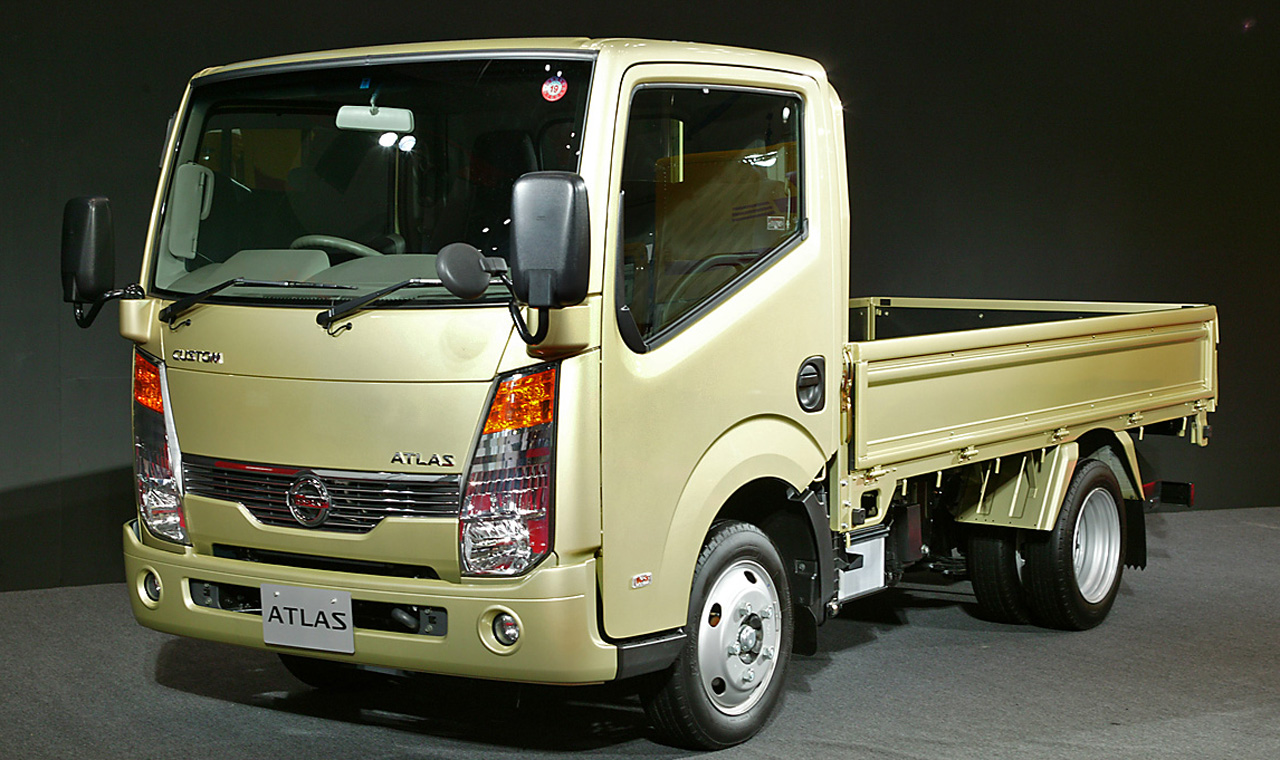

El Atlas está disponible en dos versiones: F24 y H43. El F24 se conoce como Atlas 10 y está disponible con motores de gasolina de 2,0 L y turbodiésel de 3,0 L con una gama de cargas útiles de 1,15 a 2 toneladas y se lanzó en junio de 2007. El H43  'Atlas 20'  (enero de 2007) viene en una amplia gama de versiones con una opción de diésel de 3,0 L o 5,2 L y una carga útil de 1,65 a 4,5 toneladas en opciones de tracción trasera y tracción en las cuatro ruedas. El H43 también se comercializa como UD Condor (trabajo ligero). El H43 es un Isuzu Elf rebautizado. Desde enero de 2011, la producción del F24 se transfirió de UD a Nissan Shatai.
El Dongfeng Captain N300 fue lanzado públicamente en 2011, que usa un motor Nissan ZD30. El F24 también se comercializa en India a partir de 2014 como Ashok Leyland Partner (utilizado para las variantes civiles) y el Ashok Leyland Garuda (utilizado para las variantes militares). Desde 2007, el Atlas F24 continuó vendiéndose como Nissan Cabstar, reemplazando al F23 en Europa. Construido en la misma línea de producción española de la Renault-Nissan Alliance que el Renault Maxity, el Cabstar utiliza el mismo motor turbo diesel Nissan YD25DDTi 2.5 L en una selección de versiones de 110 hp o 130 hp y un Motor Nissan ZD30DDTi 3.0 Turbo Diesel que produce 150 hp. UD Trucks no importó el nuevo F24 a los Estados Unidos, pero en 2008 comenzaron las exportaciones a México desde la nueva fábrica de San Yi, Taiwán, con el nombre Nissan Cabstar. El F24 se comercializa en Malasia como Nissan Atlas por Combine Motor Sdn Bhd en 2016, Nissan Atlas está disponible en dos variantes, cabina simple y cabina doble. Todos son totalmente importados de Japón.

## H44

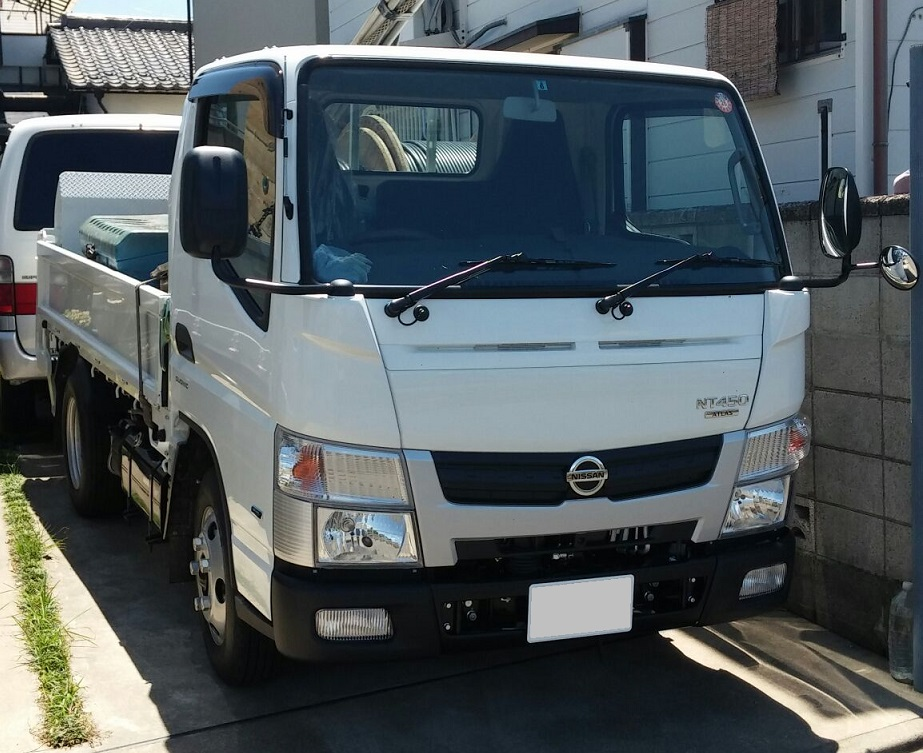

El NT450 Atlas siguió siendo suministrado por fabricantes OEM, pero la base se cambió del Isuzu Elf al Mitsubishi Fuso Canter para esta generación.